# Wilhelm von Raven (Oberst)

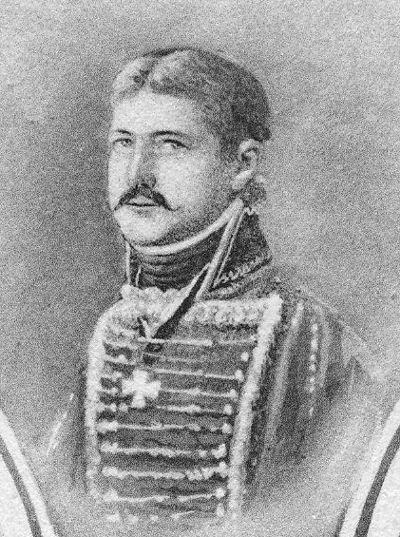
Wilhelm von Raven

Wilhelm von Raven (* 29. Mai 1770 in Groß-Holtzendorf, Uckermark; † 21. März 1836 in Schlawe) war ein preußischer Oberst und Ritter des Ordens Pour le Mérite.

## Leben
Er war der Sohn des preußischen Sekondeleutnants Gustav Ludwig von Raven (1748–1814), Herr auf Groß-Holtzendorf mit Ravenslust und Schönwerder, und dessen Ehefrau Friederike, geborene von Wedel (1749–1793). Sein jüngerer Bruder war der preußische Stabsrittmeister und Ritter des Ordens Pour le Mérite Werner Alborus Küneke von Raven (1784–1814). Er war seit 1804 verheiratet mit Luise Thorwesten (1784–1871). Aus dieser Ehe stammen drei Kinder, darunter der 1864 bei Düppel gefallene preußische Generalmajor Eduard von Raven (1807–1864). Wilhelm von Raven starb am 21. März 1836 in Schlawe, Pommern.

## Militärische Laufbahn
Raven, obwohl Erstgeborener seines Vaters, trat in die Preußische Armee ein, um Berufssoldat zu werden. Er diente bei den Husaren, nahm mit seinem Regiment, dem Altpreußischen Husarenregiment H 8, am Ersten Koalitionskrieg gegen das revolutionäre Frankreich teil und erhielt als Sekondeleutnant am 8. Juni 1794 den Orden Pour le Mérite. Außerdem erwarb er das Eiserne Kreuz I. Klasse. Zuletzt war er als Oberst Kommandeur des 7. Ulanenregiments.